# Adolf Scholz
Adolf Scholz (8. března 1867 Stará Libavá – 18. května 1946 Stará Libavá) byl československý politik německé národnosti a meziválečný senátor Národního shromáždění ČSR za Německý svaz zemědělců (BdL).

## Biografie
Byl nejmladším synem erbovního rychtáře a starosty. Vychodil národní školu. Navštěvoval gymnázium v Kroměříži a Olomouci. Kvůli smrti svého bratra musel ale další studia ukončit a vrátit se na rodinnou rychtu. Pak podnikal v rodné vesnici. Veřejně se angažoval. Byl pokladníkem místní záložny. V letech 1903–1938 byl starostou rodné vesnice. Po roce 1918 se podílel na vzniku Německého svazu zemědělců. Profesí byl rolníkem ve Staré Libavé.
V parlamentních volbách v roce 1925 získal za Německý svaz zemědělců senátorské křeslo v Národním shromáždění. Mandát obhájil v parlamentních volbách v roce 1929. Senátorem byl do roku 1935.
V parlamentu patřil mezi několik německých poslanců, kteří uměli velmi dobře česky. V letech 1927–1928 organizoval úspěšné zemědělské demonstrace proti vysokému daňovému břemenu. V rámci své strany patřil k aktivistickému křídlu, s vstřícným postojem k Československé republice. Poté, co Německý svaz zemědělců v roce 1938 vplynul do Sudetoněmecké strany, opustil stranu i politiku a byl během vlády nacistů pronásledován. V roce 1945 předával kontrolu nad Starou Libavou Rudé armádě. Byl vyjmut z vysídlení Němců z Československa a využíván jako tlumočník a zprostředkovatel.